# Vivadixiesubmarinetransmissionplot
A Vivadixiesubmarinetransmissionplot a Sparklehorse együttes első, 1995-ben megjelent albuma. A dalok szerzője Mark Linkous, a felvételben pedig közreműködtek az egyesült államokbeli Cracker együttes tagjai.

## Története
Az album története az 1980-as évek végére nyúlik vissza, amikor Mark Linkous akkori együttesével, a Dancing Hoods-szal Los Angelesből Richmondba költözött, hogy levetkőzze drogfüggőségét. „Torkig voltam a zenével. Annyira csúnya volt (Los Angelesben). Ez volt a glam rock csúcsa. A Poison és hasonló együttesek állítólag fontosak voltak.”
Ahogy megérkezett, Linkous összeállt testvérével, Matt-tel és néhány helyi zenésszel. Elmondása szerint teljesen magával ragadta a zene, és elég motivációt érzett magában ahhoz, hogy „újra feltalálja” magát. A Rolling Stone-nak elmondta: „Ez az időszak arról szólt, hogy elhagyjak sok mindent, a nulláról kezdjem újra, és újra tanuljak dalokat írni – megtanuljak művészetet csinálni.”
Elmondása szerint az albumra nagy hatással voltak Tom Waits Swordfishtrombones, Rain Dogs és Bone Machine albumai.
Richmondi gyakorlóhelyén – a Mosque nevű zenei klubban – találkozott David Loweryvel, a Camper Van Beethoven zenekar korábbi frontemberével. Lowery nem sokkal Linkous előtt költözött a városba, és éppen új bandáját – a Crackert – és saját stúdióját készült megalapítani, ahol a Vivadixiesubmarinetransmissionplot később felvételre került.
Linkous elmondta, hogy az album címe egy álmából ered: az álomban az amerikai polgárháború idején egy hajdani együttes játszik Robert E. Lee tengeralattjáróján.

## Felvétel
Az első felvételek akkor történtek, mikor Lowery Linkous-nál hagyott egy nyolcsávos felvevőt. Az albumon több olyan szám is van, melyet Linkous már korábban megírt (Someday I Will Treat You Good), de olyanok is, melyeket mindössze néhány órával felvételük előtt írt (Cow, Weird Sisters). A Spirit Ditch-ben gitárszóló helyett Linkous édesanyjának egy üzenete hallható. A dalszöveget az Andalúziai kutya című film ihlette.
Linkous állítása szerint „nem tudta mit csinál”, ennek ellenére tudatosan használta fel régi dalait, és egyéb hangokat, pl. egy hibás gitárerősítőjét. Néhány dalnál dobgépet használt – kis humorként feltüntette „AI Esis-t” (Esis MI) a zenekar tagjai között; az Alesis egy dobgépeket gyártó cég.

## Számlista
Az összes dal szerzője Mark Linkous. 
| 1.    | Homecoming Queen              | 3:36 |
| 2.    | Weird Sisters                 | 5:00 |
| 3.    | 850 Double Pumper Holley      | 0:36 |
| 4.    | Rainmaker                     | 3:47 |
| 5.    | Spirit Ditch                  | 3:24 |
| 6.    | Tears on Fresh Fruit          | 2:08 |
| 7.    | Saturday                      | 2:27 |
| 8.    | Cow                           | 7:05 |
| 9.    | Little Bastard Choo Choo      | 0:47 |
| 10.   | Hammering the Cramps          | 2:49 |
| 11.   | Most Beautiful Widow in Town  | 3:19 |
| 12.   | Heart of Darkness             | 1:52 |
| 13.   | Ballad of a Cold Lost Marble  | 0:45 |
| 14.   | Someday I Will Treat You Good | 3:42 |
| 15.   | Sad & Beautiful World         | 3:33 |
| 16.   | Gasoline Horseys              | 2:40 |
| 47:30 |                               |      |

| 17. | Waiting for Nothing | 2:28 |

## Közreműködők
- Mark Linkous – ének, hangmérnök, producer
- David Charles - basszus, dob, gitár, billentyű
- Johnny Hott - dob, ütőhangszerek
- Bob Rupe - basszus, hang
- Paul Watson - gitár
- Mike Lucas - pedal steel gitár
- Armistead Wellford - basszus
- David Bush - dob
- Dennis Herring - vibrafon, hangmérnök, producer
- John Moran - hangmérnök
- Howie Weinberg - maszterelés

## Fordítás
Ez a szócikk részben vagy egészben  a   Vivadixiesubmarinetransmissionplot című angol Wikipédia-szócikk ezen változatának fordításán alapul.  Az eredeti cikk szerkesztőit annak laptörténete sorolja fel. Ez a jelzés csupán a megfogalmazás eredetét és a szerzői jogokat jelzi, nem szolgál a cikkben szereplő információk forrásmegjelöléseként.